# Відерниковська
Віде́рниковська (рос. Видерниковская) — присілок у складі Тарногського району Вологодської області, Росія. Входить до складу Забірського сільського поселення.

## Населення
Населення — 4 особи (2010; 6 у 2002).
Національний склад (станом на 2002 рік):
- росіяни — 100 %